# Ferrari 308 GTB
El Ferrari 308 GTB es un automóvil deportivo producido por el fabricante italiano Ferrari de 1975 a 1985. Ocupaba el extremo inferior de la gama. Este modelo sustituyó al Dino 246 en 1975 y fue sustituido en 1985 por el 328.

## Diseño

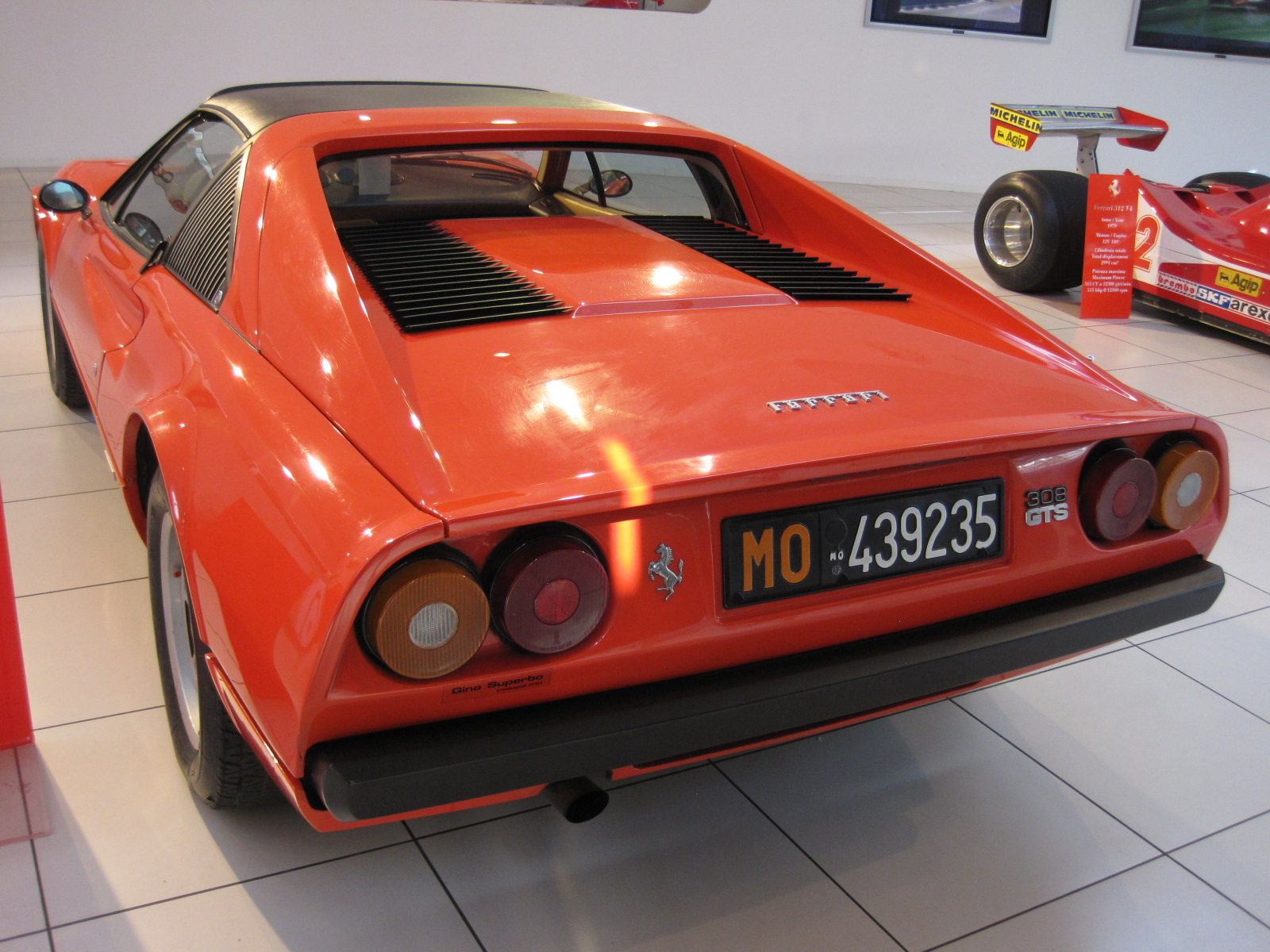
Vista trasera de uno de los primeros GTS con escape sencillo, en el Museo Ferrari

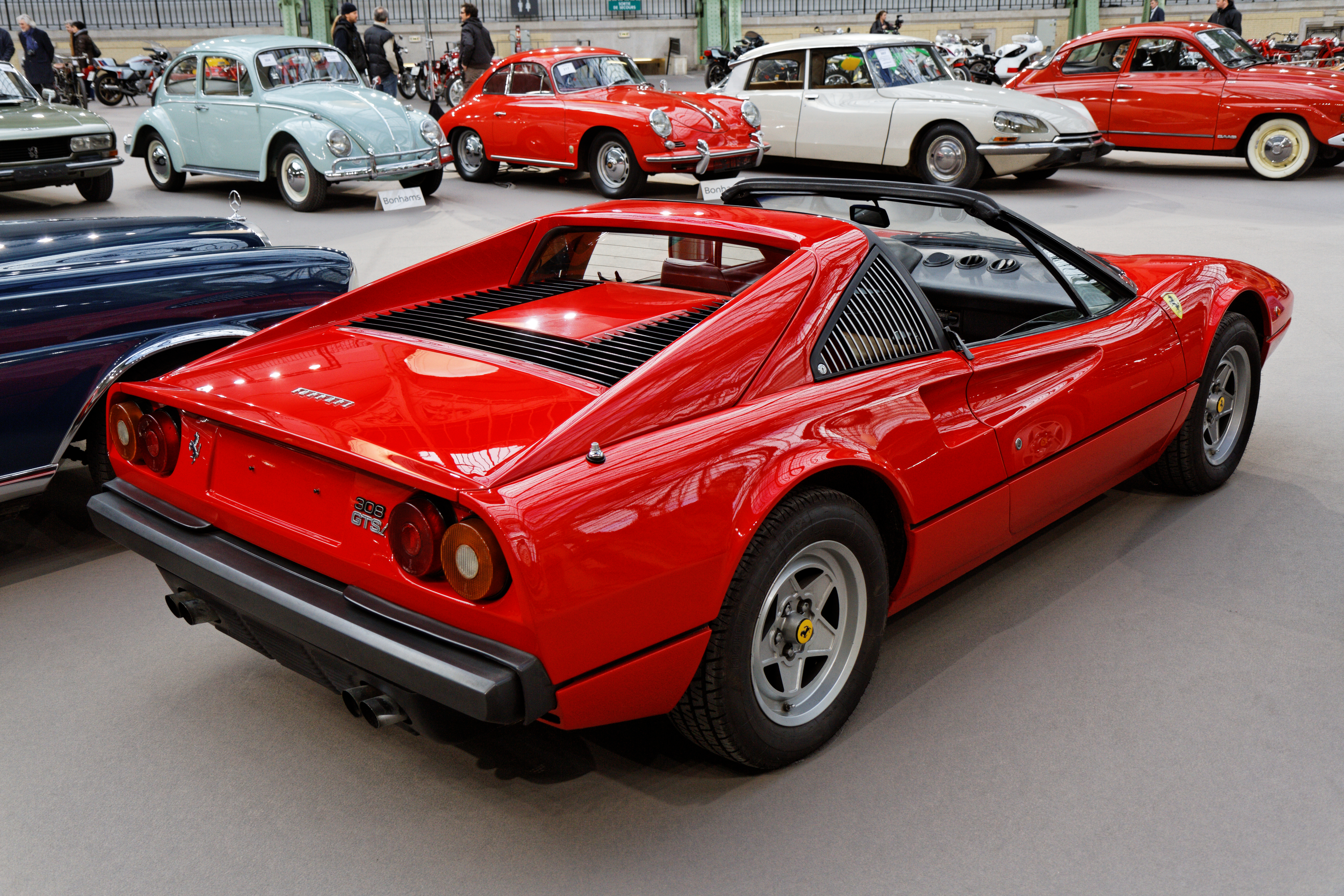
Vista trasera de un 308 GTSi de 1981

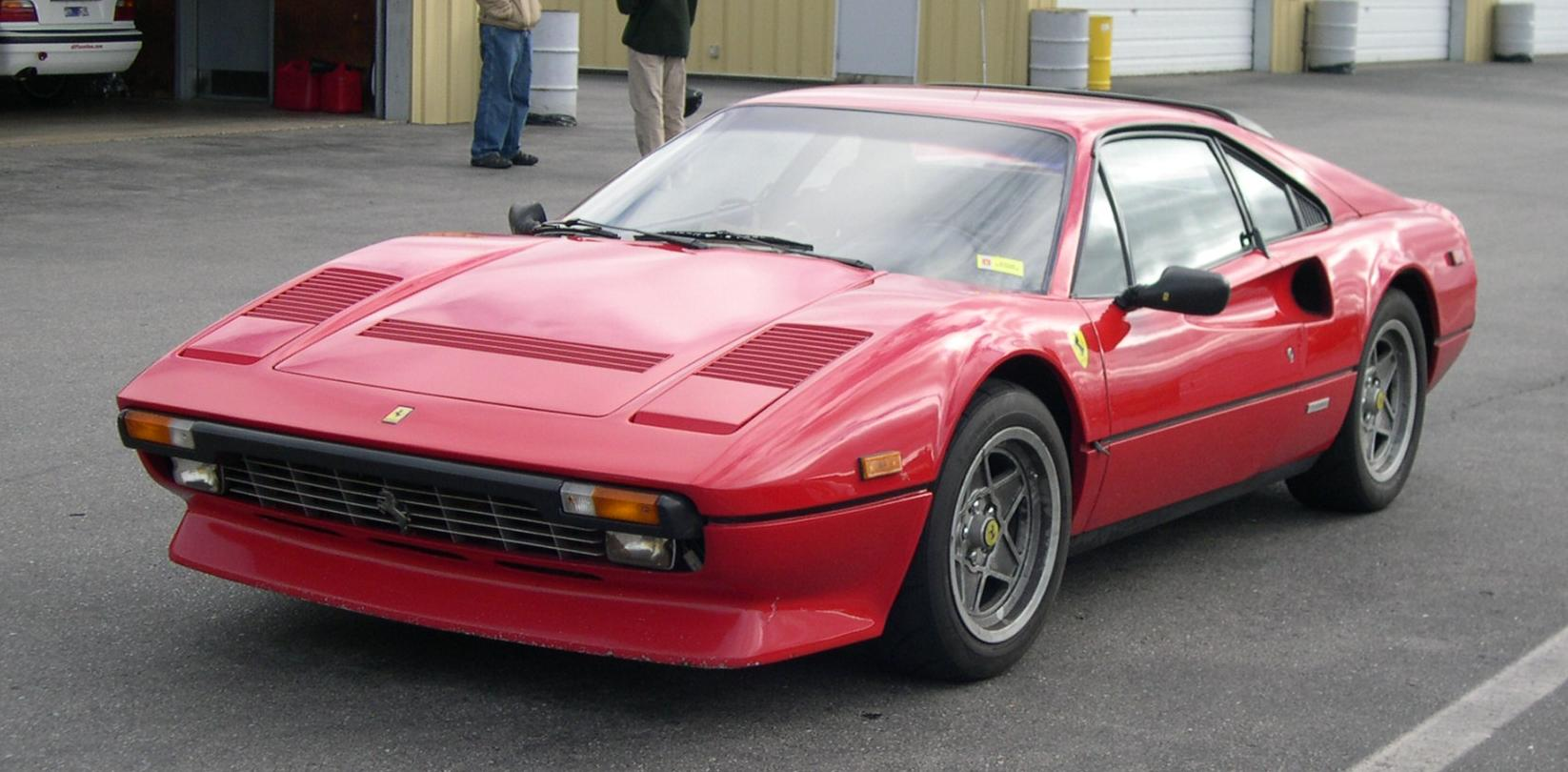
308 GTB QV de 1984

El diseño del 308 GTB fue realizado por Leonardo Fioravanti de Pininfarina. Fue presentado en el Salón del Automóvil de París en 1975 como complemento del Gruppo Bertone del Dino 308 GT4 y sustituto del Dino 246. A diferencia de los dos asientos frontales más dos asientos traseros del GT4, el GTB era de dos asientos, con una línea agresiva que ha sido calificada como una de las líneas más bellas de todos los Ferrari. Los 308 GTS de techo desmontable se introdujeron en el Salón del Automóvil de Fráncfort de 1977. Cuando no se utilizaba, el techo duro tipo Targa podía guardarse detrás de los asientos. El chasis se reforzó de forma especial para compensar la falta de un techo completo. Su rendimiento era similar al del 308 GTB.
Eran diferentes las dos tomas de aire laterales, inspiradas en las del Dlno 246 GTB, mientras que el cofre es cuneiforme bastante pronunciado y dirigido hacia abajo y la hendidura que corre a lo largo de toda la carrocería a modo de perímetro de unión de dos cascos. Destacaba un morro muy bajo, la parrilla rectangular de aluminio y unos pequeños pilotos de posición e intermitencia encastrados en una delgada defensa acabado en negro satinado. Sobre los sinuosos arcos de ruedas delanteras y a ambos lados de un cofre muy plano, están unos faros escamoteables justo por delante de unas rejillas para las tomas de aire. Lateralmente destacaba la hendidura que recorría todo el perímetro de la carrocería y las tomas de aire con forma de proyectil que arrancaban a mitad de las puertas y finalizaban antes de llegar a las ruedas traseras. En la parte trasera está un cristal de custodia triangular que acababa en un plástico ranurado y unos contrafuertes laterales con forma de vela que se extendían desde el pilar C hasta el final de la aleta trasera. Cada una de las tomas de aire laterales tenían su función específica, donde la de la izquierda inyectaba aire al radiador de aceite y la de la derecha a los carburadores. Para la carrocería se utilizaba fibra de vidrio, excepto para el cofre que era en aluminio, siendo el primer y único Ferrari elaborado en este material. A finales de 1976 los modelos exportados al mercado norteamericano tendrían una carrocería de acero y a mediados de 1977 pasaría lo mismo con los demás modelos destinados al resto de mercados.
El interior acabado en cuero es impecable y el diseño de los asientos es muy elegante, además de funcional y confortable. Un aspecto a destacar de los primeros 308 GTB es que, aunque la carrocería todavía era construida en Módena por Carrozzeria Scaglietti, fue el primer Ferrari hecho completamente de plásticos reforzados con fibras, lo que permite un peso muy ligero. También fue el primer Ferrari ofrecido en serie al público con motor V8, en lugar del tradicional V12. Este V8 tomaba prestada su lubricación por cárter seco de la experiencia de los coches de carreras. Esto duró hasta junio de 1977, cuando la carrocería del 308 comenzó a construirse en acero, lo que dio lugar a un presunto sobrepeso adicional de 150 kg (331 libras). Sin embargo, lo cierto es que un GTB con carrocería de acero pesaba solamente 12 kg (26 libras) más que su homólogo de fibra de vidrio. El habitáculo tiene un sencillo panel de instrumentos formado por líneas rectas, con una capilla con un fondo de aluminio que agrupaba una instrumentación muy completa, compuesta por dos indicadores principales para el velocímetro y tacómetro, separados por otros tres indicadores más pequeños con información sobre el nivel de combustible, la temperatura del refrigerante y presión del aceite. En el extremo izquierdo del tablero están otras dos pequeñas esferas con la temperatura del aceite y un reloj horario, mientras que la consola central ubicada entre los asientos, está la palanca de cambios, el encendedor, unos conmutadores deslizables para la ventilación y los botones para los elevalunas y las luces de emergencia. En 1980, el reloj y el manómetro de aceite fueron reubicados al centro de una rediseñada consola, el fondo de la instrumentación pasaba a ser de color negro satinado en lugar de aluminio y cambiaba el diseño del volante y los asientos. Con todos estos cambios, el modelo pasaba a denominarse 308 GTBi.
En 1982, se presentó en el Salón del Automóvil de París el 308 GTB Quattrovalvole, el cual lucía una nueva parrilla delantera con faros antiniebla, una rejilla de aire horizontal en el cofre delantero, intermitentes laterales rectangulares, dos espejos eléctricos con un pequeño escudo de Ferrari y, en la parte trasera, la luz de reversa se integraba en los pilotos. También se realizaron pequeñas modificaciones en el interior, en el diseño de los botones y en el volante, con una parte central triangular.

## Mecánica

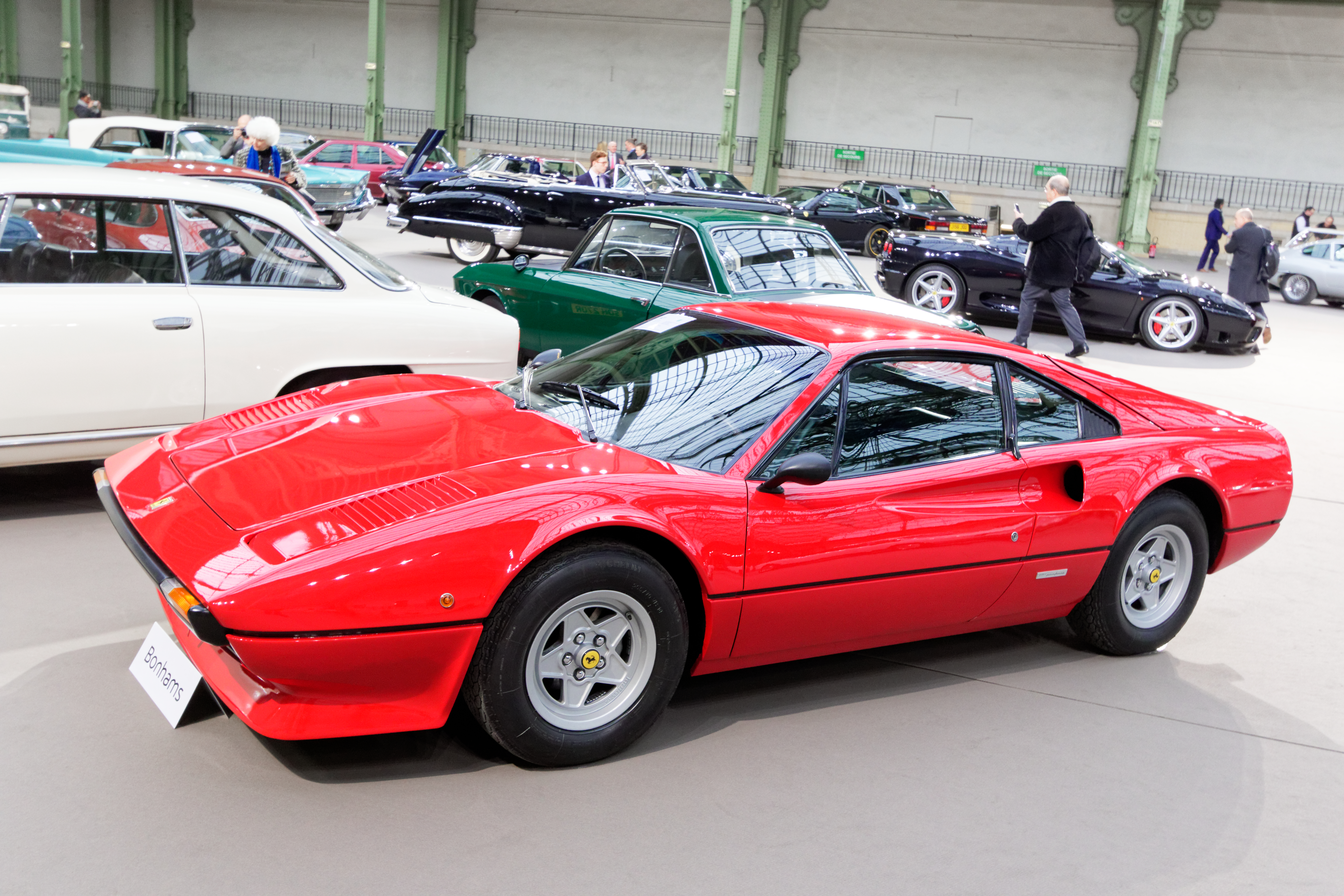
208 GTB de 1981

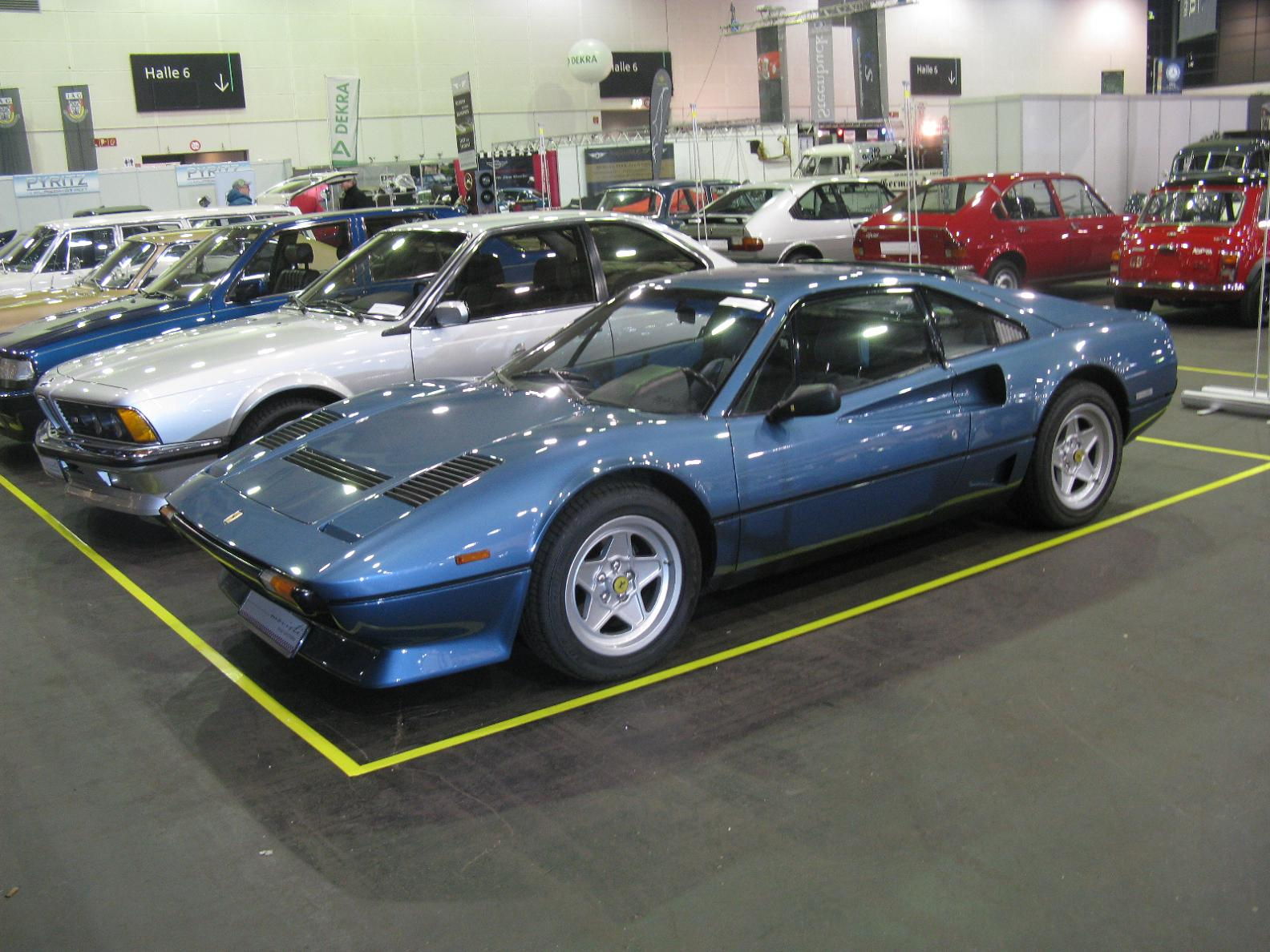
208 Turbo

Interior de un GTS Quattrovalvole de 1984

Motor de un GTS Quattrovalvole de 1984

La mecánica es parecida a la del Dino. Ambos se asientan sobre chasis tubulares, con 2300 mm (90,6 pulgadas) de distancia entre ejes en el 308 GTB, mientras que el 308 GT4 era mayor, debido a que se trata de un 2+2. El V8 naturalmente aspirado es un diseño con doble (DOHC) árbol de levas a la cabeza, que era el principal cambio en relación con el GTBi/GTSi, llamado "QuattroValvole" (QV), que en italiano significa cuatro válvulas por cilindro (32 en total). Conservó el mismo sistema de ignición Digiplex de Magneti Marelli que en los modelos anteriores GTBi y GTSi.
En la versión europea la potencia máxima era de 255 CV (252 HP; 188 kW) con una línea roja de 7700 rpm, mientras que en la versión para los Estados Unidos se redujo a 230 HP (233 CV; 172 kW), debido a los dispositivos de control de emisiones. Las versiones GTBi y GTSi se produjeron por motivos de esa normativa de reducción de emisiones al igual que otros modelos en 1980, la cual incluía el sistema de inyección Bosch en lugar de los carburadores, lo que disminuía la potencia, aunque no llevaba ningún cambio estético, sino solamente el emblema trasero con esa nueva denominación. Esta variante se mantuvo en producción durante un par de años hasta 1982, ante la llegada de las nuevas cabezas de cuatro válvulas por cilindro.
Todas las versiones fabricadas en acero de los 308 GTS tienen una lubricación convencional por cárter húmedo, mientras que los modelos GTB mantienen la lubricación por cárter seco, contando con un tanque especifico y un radiador para el aceite. El sistema de refrigeración tenía el radiador de agua por debajo del vano delantero. El orden de encendido de los cilindros no seguía el habitual 1-5-6-3-4-2-7-8, sino 1-5-3-7-4-8-2-6 que lo caracterizaba por ese sonido especial. La transmisión manual también venía del 308 GT4, aunque se había acortado ligeramente el desarrollo de la quinta velocidad.
En 1980, se presentó el 208 GTB y GTS, una versión de menor cilindrada, al igual que ocurrió con el 208 GT4 de 1975, estaba pensada fundamentalmente para el mercado italiano, donde la carga impositiva era alta para los motores de más de dos litros. Sin embargo, el fabricante ya había demostrado desde sus inicios su capacidad para fabricar motores de media cilindrada y elevada potencia específica. La carrocería era idéntica a la del 308, tanto en el berlinetta como en el targa, pero la nueva variante se quedaba justo por debajo de los 2.0 litros.
En 1982 se lanzó el 308 GTB Quattrovalvole, que elevó la potencia de 214 a 240 CV (211 a 237 HP) (157 a 177 kW). Algunos cambios significativos incluían nuevas ruedas de mayor tamaño, nueva disposición de los grupos ópticos auxiliares, alerón trasero sobre los contrafuertes opcional y un nuevo alerón delantero más afilado. Estuvo en producción hasta 1985, de los cuales más de 700 fueron en la versión cupé y más de 3000 con techo duro desmontable. En ese mismo año, se presentó el 208 GTB Turbo en el Salón de Automóvil de Turín, ya que la sobrealimentación con turbocompresor ya había tomado fuerza en las carreras de Fórmula 1 y la experiencia adquirida en las pistas pronto dio el salto a la producción. El motor V8 de 2.0 L recibió un considerable aumento de potencia que lo transformó radicalmente, lo que le proporcionaba una extraordinaria aceleración que normalmente era imposible en un coche de esta cilindrada.
| Versión                    | Alimentación                                                   | Aspiración | Distribución                        | Cilindrada                   | Diámetro x carrera                  | Potencia máxima                    | Par máximo                      | Relación de compresión | Potencia específica | Capacidad del tanque de combustible | Peso en seco          |
| -------------------------- | -------------------------------------------------------------- | ---------- | ----------------------------------- | ---------------------------- | ----------------------------------- | ---------------------------------- | ------------------------------- | ---------------------- | ------------------- | ----------------------------------- | --------------------- |
| 308 GTB/GTS                | 4 carburadores Weber de doble cuerpo Bendix 40 DCNF            | Natural    | 2 válvulas x cilindro (16 en total) | 2927 cm³ (2,9 L; 178,6 plg³) | 81 x 71 mm (3,19 x 2,80 pulgadas)   | 255 CV (252 HP; 188 kW) @ 7200 rpm | 294 N·m (217 lb·pie) @ 5000 rpm | 8.8:1                  | 87,1 CV/litro       | 80 litros (21,1 galAm)              | 1090 kg (2403 libras) |
| 308 GTB/GTS Quattrovalvole | Inyección mecánica Bosch K-Jetronic con convertidor catalítico | Natural    | 4 válvulas x cilindro (32 en total) | 2927 cm³ (2,9 L; 178,6 plg³) | 81 x 71 mm (3,19 x 2,80 pulgadas)   | 240 CV (237 HP; 177 kW) @ 7000 rpm | 260 N·m (192 lb·pie) @ 5000 rpm | 9.2:1                  | 82,0 CV/litro       | 74 litros (19,5 galAm)              | 1286 kg (2835 libras) |
| 308 GTBi/GTSi              | Inyección mecánica Bosch K-Jetronic con convertidor catalítico | Natural    | 2 válvulas x cilindro (16 en total) | 2927 cm³ (2,9 L; 178,6 plg³) | 81 x 71 mm (3,19 x 2,80 pulgadas)   | 214 HP (217 CV; 160 kW) @ 6600 rpm | 243 N·m (179 lb·pie) @ 4600 rpm | 8.8:1                  | 73,1 CV/litro       | 74 litros (19,5 galAm)              | 1297 kg (2859 libras) |
| 208 GTB/GTS                | 4 carburadores Weber de doble cuerpo Bendix 34 DCNF            | Natural    | 2 válvulas x cilindro (16 en total) | 1991 cm³ (2 L; 121,5 plg³)   | 66,8 x 71 mm (2,63 x 2,80 pulgadas) | 155 CV (153 HP; 114 kW) @ 6800 rpm | 170 N·m (125 lb·pie) @ 4200 rpm | 9.0:1                  | 77,9 CV/litro       | 74 litros (19,5 galAm)              | 1232 kg (2716 libras) |
| 208 GTB/GTS Turbo          | Inyección mecánica Bosch K-Jetronic con convertidor catalítico | Turbo      | 2 válvulas x cilindro (16 en total) | 1991 cm³ (2 L; 121,5 plg³)   | 66,8 x 71 mm (2,63 x 2,80 pulgadas) | 220 CV (217 HP; 162 kW) @ 7000 rpm | 240 N·m (177 lb·pie) @ 4800 rpm | 7.0:1                  | 110,5 CV/litro      | 74 litros (19,5 galAm)              | 1232 kg (2716 libras) |

## En competición

### Grupo 4

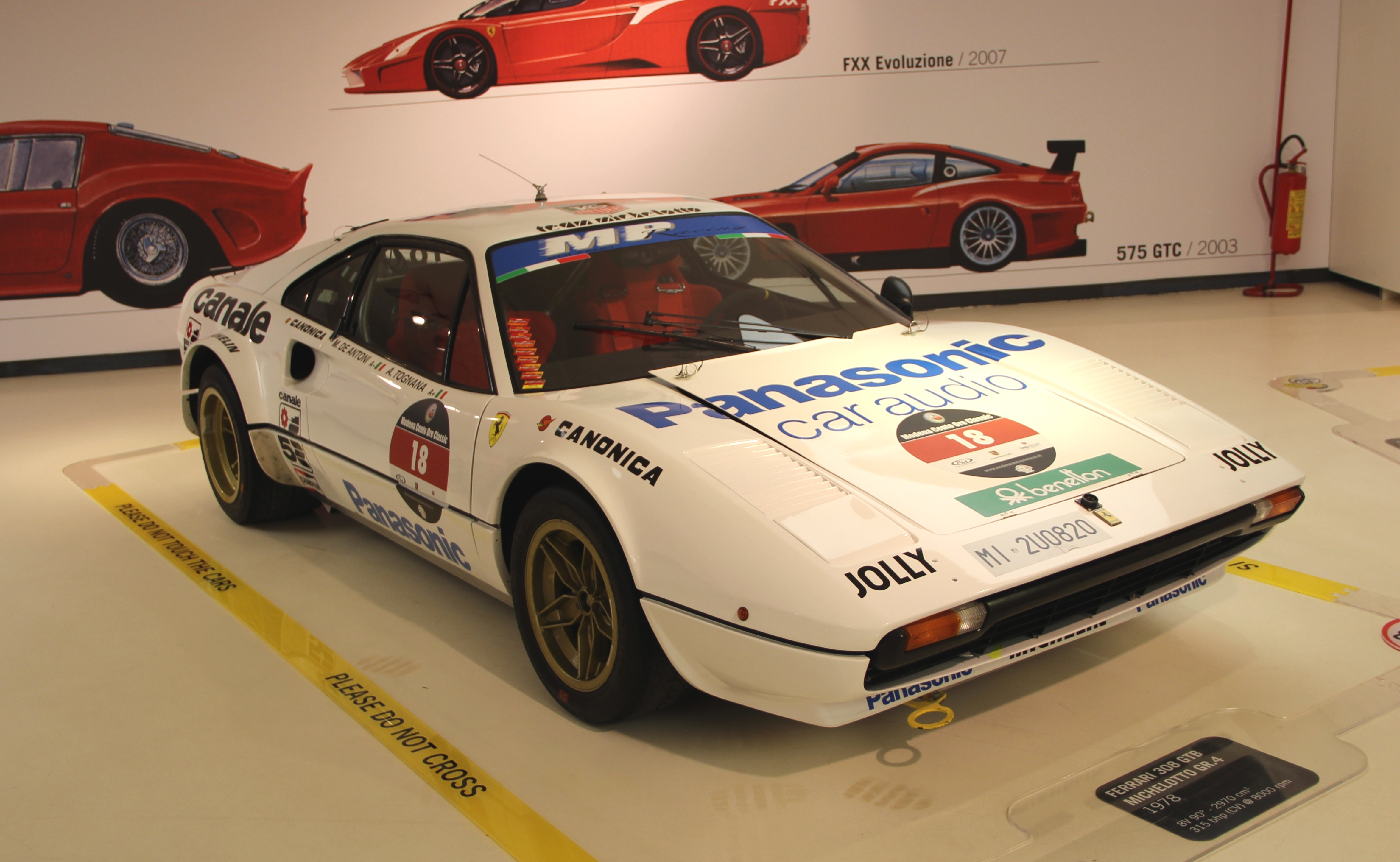
308 GTB del Grupo 4 de Michelotto

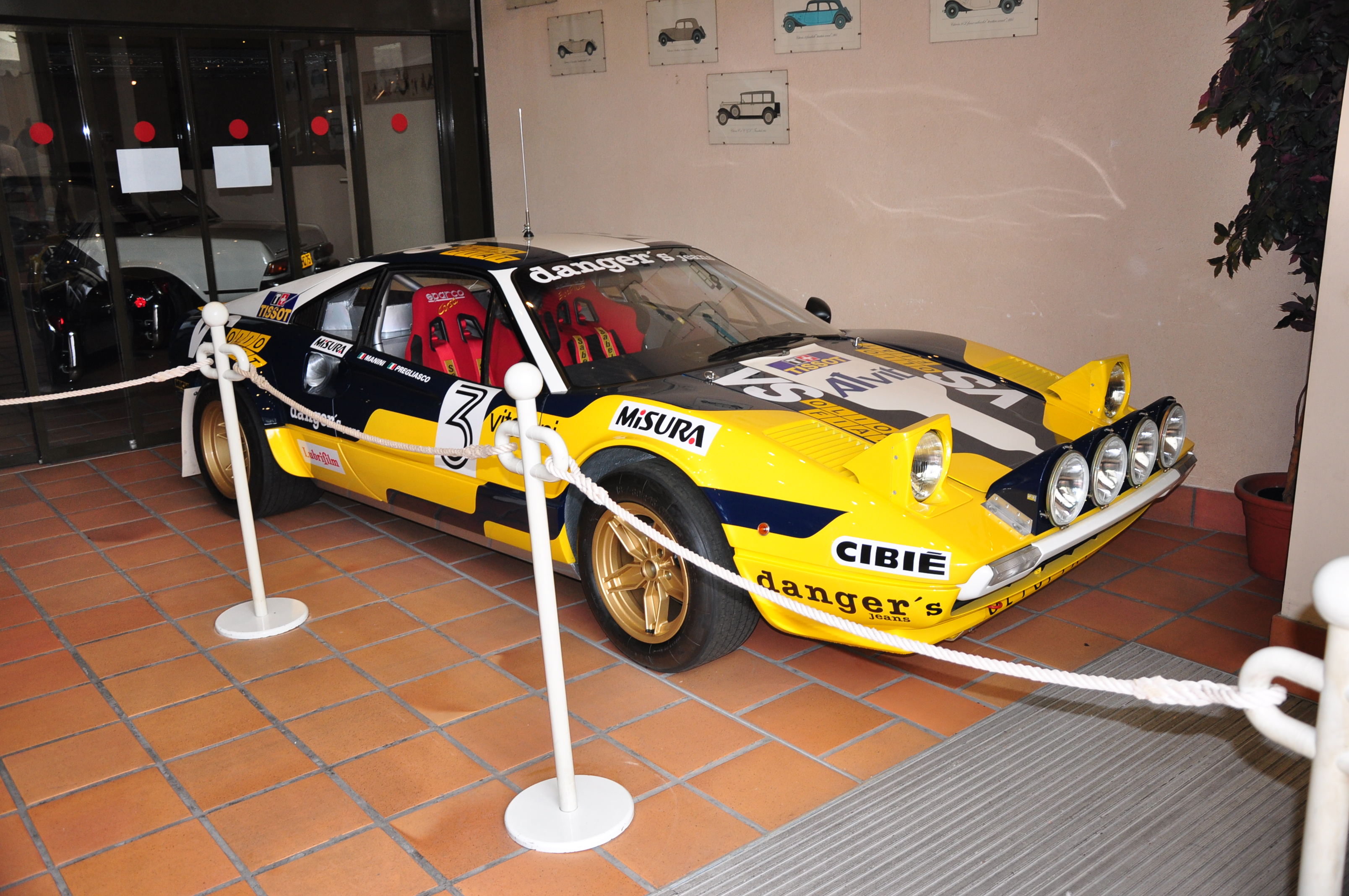
Réplica con chasis #25393

La versión de rally empezó a competir en el Grupo 4 desde 1978, con una serie de piezas y partes que se habían creado más para su uso en resistencia que en rally. De todos modos, por las exigencias que hacía el equipo de F1 dentro de la marca, el coche nunca pasó de ser un prototipo, prefiriéndose que fueran preparadores privados los que llevaran a cabo el desarrollo. Michelotto se hizo cargo de las primeras unidades que le llegaban desde Maranello, con carrocería en fibra de vidrio unidas a un chasis tubular. A mitad de 1977, Ferrari pasó a unas partes de la carrocería en acero, pero el peso no subió demasiado, lo que daba a entender que la fibra de vidrio usada era de un grosor considerable. El motor normal tenía carburadores, pero se reemplazaron por inyecciones de Bosch y Kugelfischer, dependiendo de las unidades, aunque también se homologó una configuración con carburadores Weber. Michelotto también cambió partes del chasis y demás componentes de las suspensiones, el interior y el resto de la carrocería para acabar rebajando el peso a unos 1080 kg (2381 libras). Aparte de varios pilotos privados en rallyes menores en Italia, quien le dio la alternativa a un nivel un poco más alto al GTB fue Jean-Claude Andruet. A finales de 1979 tenía y en 1981, participó en el certamen francés y en distintas pruebas del Europeo con el 308 gestionado por el concesionario en París Charles Pozzi. Ese año fue segundo en el rally Costa Brava de 1981 y ganó el rally Targa Florio, el Quattro Regioni, el rally de Ypres y el Tour de Francia Automovilístico para acabar segundo en un Europeo vencido por Adartico Vudafieri, con un Fiat 131 Abarth. En 1982, Andruet fue segundo en el rally de Córcega, pero volvió a ganar el Tour de France, mientras que en Italia Tonino Tognana se llevó el título, aunque a final de año reemplazó el Ferrari por un Lancia 037. Después de esto el 308 empezó a tener algunos problemas derivados de su falta de desarrollo, ya que fue básicamente pensado para asfalto y casi nada se hizo para adaptarlo a distintos tipos de terreno como tierra o nieve, tanto en suspensiones como motor o neumáticos. El 308 era específicamente el del rally Osona de 1984, que fue el que preparó Fernando Serena en Barcelona y que sufrió un retraso en su finalización, lo que propició el uso de la unidad alquilada a ProMotorSport. Las características eran similares a las del Ferrari preparado en Italia, aunque algo menos potente. En el rally de Gerona, última prueba del Nacional de 1984, con Fernando Serena hijo tras retirarse en el primer tramo por avería, en 1985 el 308 fue usado en el rally Cataluña por el campeón catalán de 1977, Claudi Caba. Sin embargo, el sábado por la mañana en el tramo L’Enclusa-Collsaplana se salió de pista en una zona en que no había nadie. El coche estaba intacto, pero no pudo continuar al no poder reincorporarse a la carrera.

### Grupo B

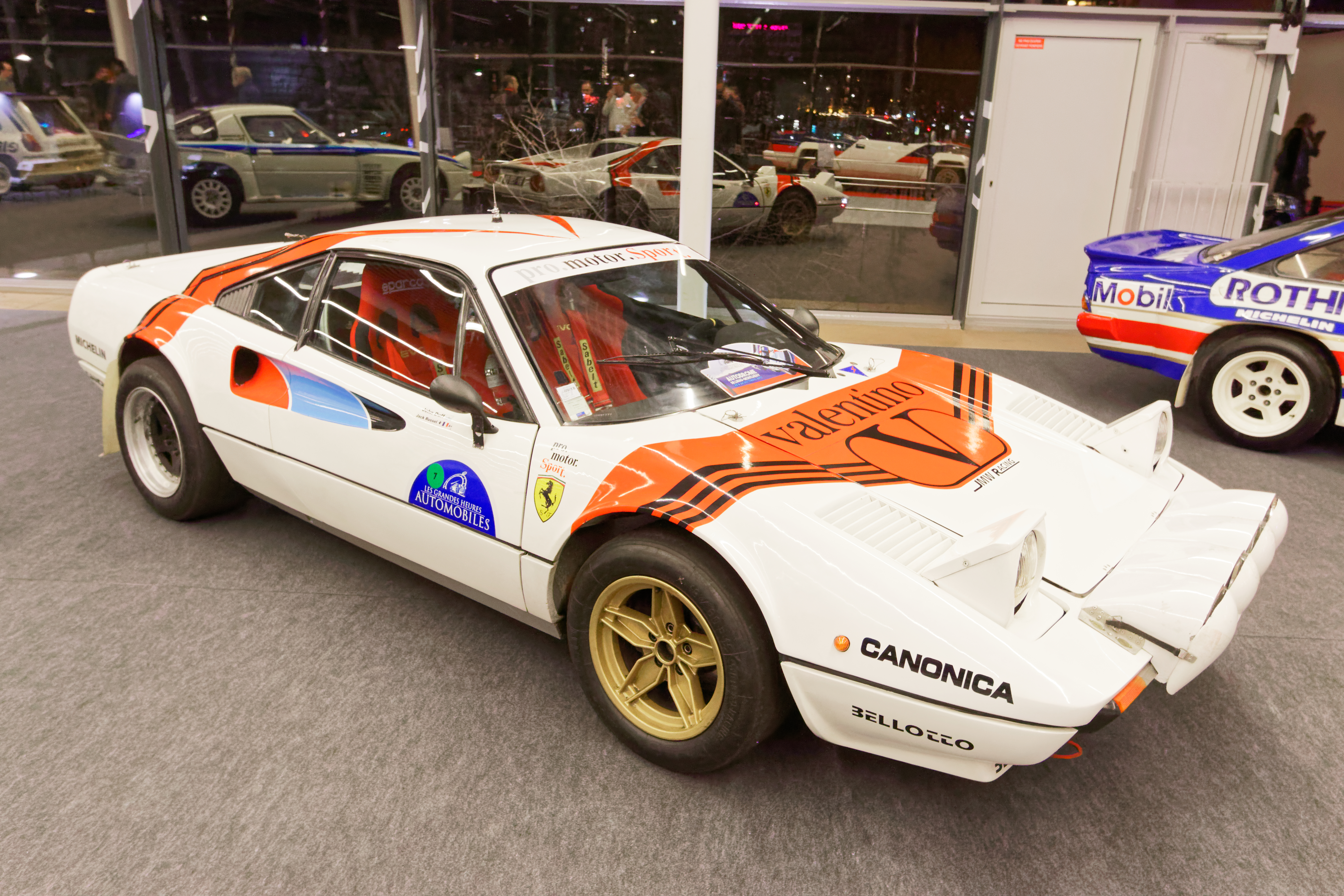
308 GTB Grupo B de Michelotto, en Rétromobile de 2017

La existencia de un coche con chasis 18869 se debe en gran parte al piloto español Antonio Zanini, campeón nacional siete veces quien vio el potencial del coche para el Grupo B. Para darle las modificaciones necesarias fue con Michelotto, quien ya había modificado varios 308 GTB para competir en el Grupo 4. Los cambios contaban con una suspensión modificada, frenos Brembo mejorados, ruedas Canonica, neumáticos Pirelli, inyección electrónica Bosch K-Jetronic, una transmisión de competición con cambios rápidos, horquillas aligeradas, barras estabilizadoras reforzadas, dirección de radio rápido y amortiguadores ajustables. Los cambios internos en el V8 aumentaron la potencia a 288 CV (284 HP; 212 kW). De los cuatro coches fabricados, este es el único de dos válvulas por cilindro, ya que los demás con cuatro válvulas generan 310 CV (306 HP; 228 kW). Además de ser el primer prototipo, la  unidad con el chasis 18869 fue pilotado por Zanini en 1984 obteniendo un tercer lugar en el Targa Florio y victorias en el Critérium de Guilleres, así como en el rally Sierra Morena, Luis de Baviera, el rally San Agustín de 1984 y el rally Vasco Navarro, además de un segundo lugar en Oviedo. Esto le otorgó el Campeonato Español de Rally.

### 308 GT/M

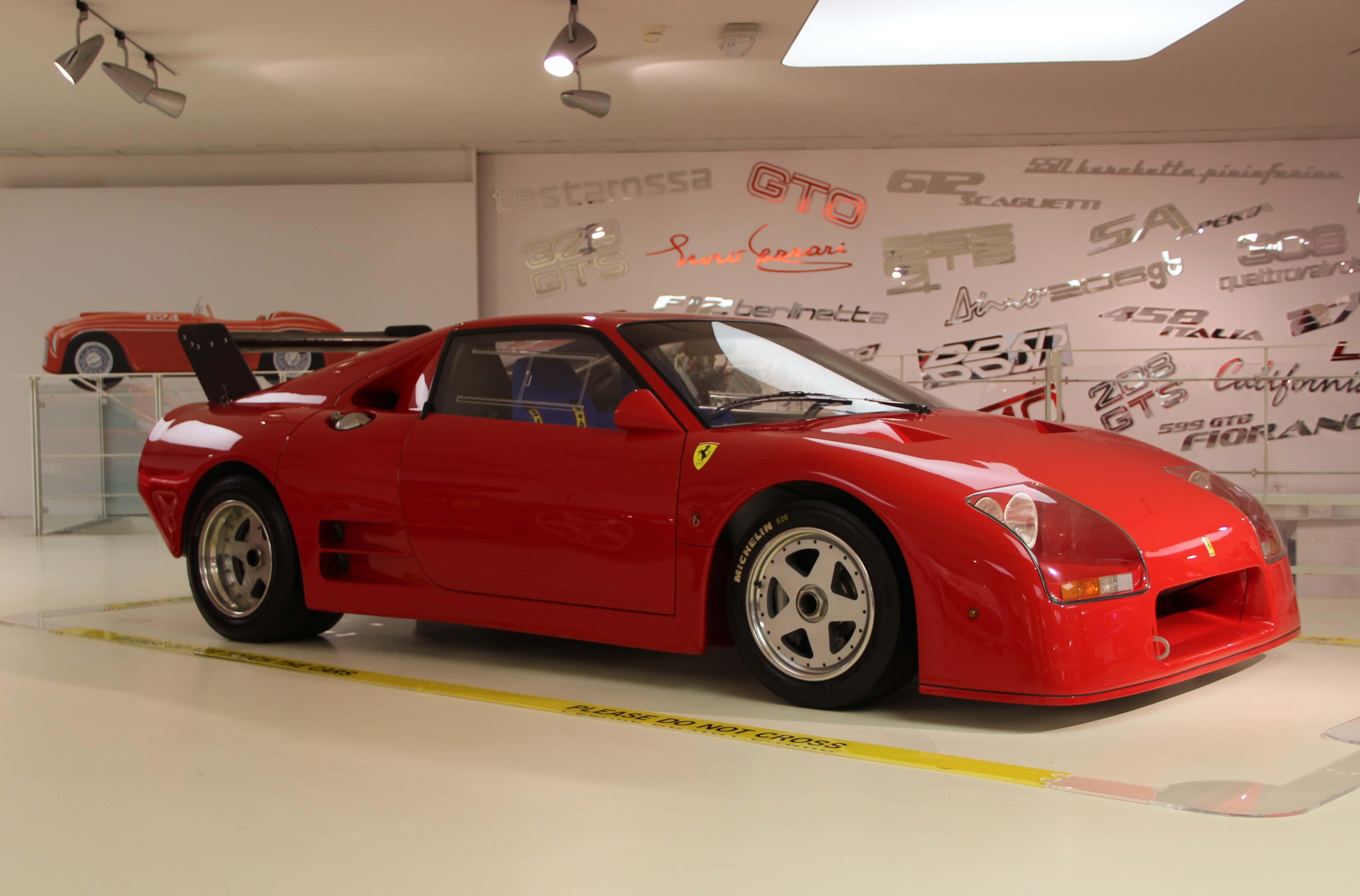
308 GT/M en el Museo Ferrari

A mediados de los años 60, Ferrari delegó oficialmente a Michelotto para la preparación de varios 308 a fin de participar en los rallyes bajo el reglamento del Grupo 4. A pesar de lo inesperado de la idea, el 308 GTB del Grupo 4 ganó el Targa Florio, dos veces el Tour de Francia e incluso llegó a ser campeón de España de rallyes con Antonio Zanini en 1984. Aunque los 308 del Grupo 4 dieron algunas importantes victorias, nunca llegaron a ser dominadores frente a los Lancia Stratos o Audi Quattro. Así, siguieron plenamente centrada en la F1 dando solamente un apoyo testimonial a Michelotto en forma de piezas y recambios. Michelotto seguía empeñado en la idea de continuar y, de hecho, recibía ayuda oficial de Ferrari. El 308 GT/M fue dejado de lado por la superioridad de los modelos con tracción en las cuatro ruedas, pero en 1987 Ferrari ensayó de una manera muy discreta su propio sistema en el que sería el último trabajo de Mauro Forghieri antes de abandonar Maranello tras décadas de trabajo.
En cuanto al motor, se partió desde el V8 del 308 de serie para elevarlo hasta los 370 CV (365 HP; 272 kW), gracias a un sistema de inyección mejorado. Fue instalado junto con la transmisión en posición longitudinal y además lo más echada al suelo posible. De esta manera, logró un excelente centro de gravedad, rindiendo muy buenos tiempos siempre que era probado por técnicos de Ferrari en el circuito de Fiorano. Sin embargo, su rendimiento no sería suficiente ante los demás rivales turboalimentados del Grupo B, sobre todo teniendo en cuenta cómo fueron incorporando la tracción total como norma.

## En la cultura popular

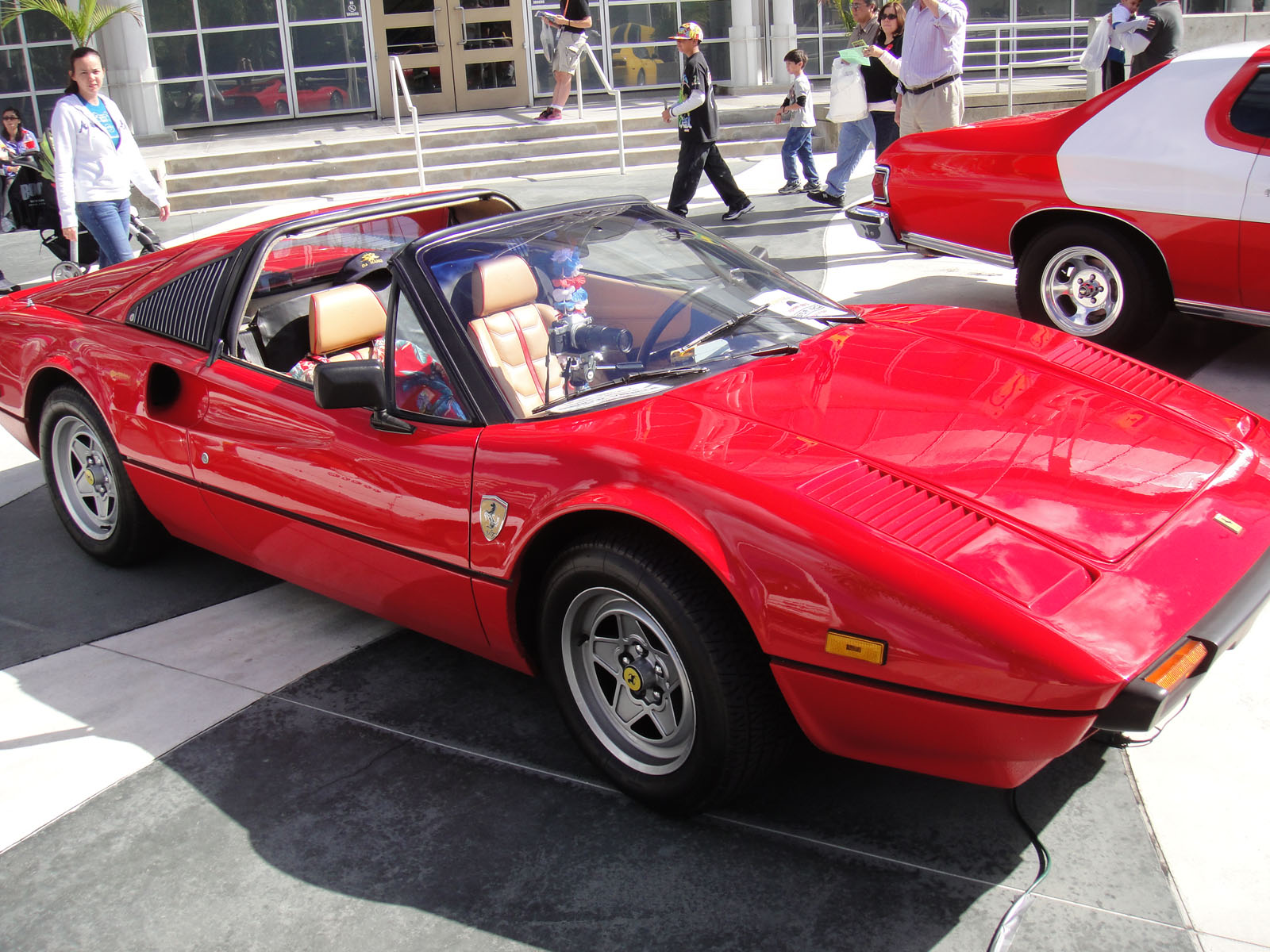
308 GTSi de Magnum P.I.

Se hizo famoso sobre todo en la serie de televisión Magnum P.I. Varios coches fueron utilizados en esta serie, en concreto uno nuevo cada temporada, de los cuales la mayoría fueron subastados después de la grabación. Fue muy famoso sobre todo el GTS al aparecer en la serie circulando por las calles de Oahu, una de las paradisíacas islas de Hawái, cuyo protagonista era el investigador privado Thomas Magnum, interpretado por el actor Tom Selleck durante ocho temporadas: de 1980 a 1988. Varios 308 GTS fueron usados para el rodaje, con uno nuevo para cada temporada, muchos de los cuales fueron subastados después de la filmación y todos siguen con la misma matrícula "Robin-1". Durante la primera temporada, se utilizó un 308 GTS de 1979 con número de chasis 28251; de la temporada 2 a la 6, era un 308 GTSi de 1981; y durante las últimas temporadas 7 y 8, apareció un 308 GTSi QuattroValvole de 1984.
En la película Cannonball Run II de 1981, Jamie Blake y Morris Fenderbaum aparecen vestidos como sacerdotes católicos a bordo de un 308 GTS de 1978.
En la película License to Drive aparece un 308 GTS de 1978, en el que ambos protagonistas viajan a bordo.
En la serie Better Call Saul aparece un 308 QV GTSi de 1983.